# Luciana Aymar

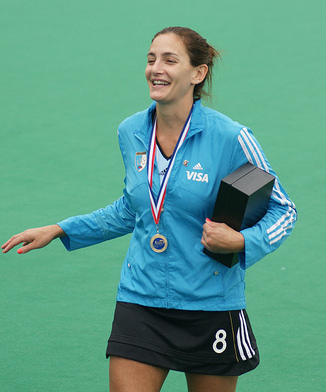
Luciana Aymar 2010

Luciana Paula Aymar (* 10. August 1977 in Rosario, Argentinien) ist eine argentinische Hockeyspielerin. Sie wurde achtmal als Welthockeyspielerin ausgezeichnet. Im Alter von acht Jahren begann sie, Hockey zu spielen.

## Leben
Bei ihren vier Teilnahmen an Olympischen Sommerspielen (2000, 2004, 2008 und 2012) errang sie mit der argentinischen Nationalmannschaft zweimal Silber und zweimal Bronze. Bei der Eröffnungsfeier der Olympischen Sommerspiele 2012 in London war sie Fahnenträgerin der argentinischen Delegation. 2002 und 2010 wurde sie Weltmeisterin, 2010 in ihrer Heimatstadt Rosario. Sie gilt als die beste Hockeyspielerin aller Zeiten.

## Auszeichnungen/Titel
- Welthockeyspielerin: 2001, 2004, 2005, 2007, 2008, 2009, 2010, 2013
- Weltmeisterin: 2002, 2010
- FIH Champions Trophy: 2001, 2008, 2009, 2010, 2012, 2014
- Argentiniens Sportler des Jahres: 2010[3]